# Condensador de niobi

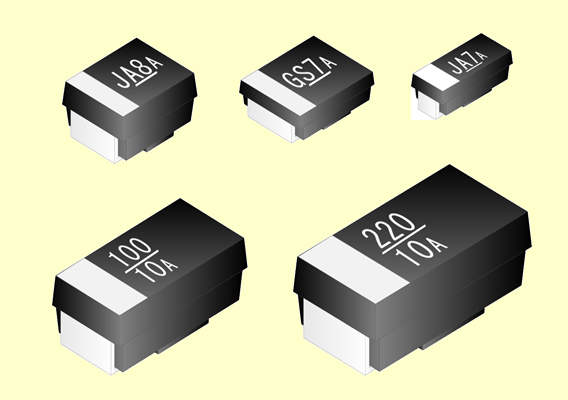
Estil de xip SMD de condensadors electrolítics de niobi.

Un condensador electrolític de niobi (històricament també condensador de colombi) és un condensador electrolític l'ànode (+) del qual està fet de niobi metall passivat o monòxid de niobi, sobre el qual una capa aïllant de pentòxid de niobi actua com a dielèctric. Un electròlit sòlid a la superfície de la capa d'òxid serveix com a càtode del condensador (-).

Diagrama que il·lustra l'oxidació anòdica, en què un ànode metàl·lic en un electròlit forma una capa d'òxid en resposta a l'aplicació de tensió.

Els condensadors de niobi estan disponibles en envasos SMD i competeixen amb els condensadors de xip de tàntal en determinades classificacions de tensió i capacitat. Estan disponibles amb un electròlit sòlid de diòxid de manganès.
Com la majoria dels condensadors electrolítics, els condensadors de niobi són components polaritzats. Les tensions inverses o els corrents d'ondulació superiors a les toleràncies especificades poden destruir el dielèctric i, per tant, el condensador; el curtcircuit resultant pot provocar un incendi o una explosió en unitats més grans.
Els condensadors de niobi es van desenvolupar als Estats Units i la Unió Soviètica a la dècada de 1960. Des del 2002 estan disponibles comercialment a Occident, aprofitant el menor cost i la millor disponibilitat del niobi respecte al tàntal.
El niobi és un metall germà del tàntal. El niobi té un punt de fusió similar (2744 °C) al tàntal i presenta propietats químiques similars. Els materials i processos utilitzats per produir condensadors dielèctrics de niobi són essencialment els mateixos que els condensadors dielèctrics de tàntal existents. Tanmateix, el niobi com a matèria primera és molt més abundant a la natura que el tàntal i és menys costós. Les característiques dels condensadors electrolítics de niobi i els condensadors electrolítics de tàntal són aproximadament comparables.
Característiques:
- Els condensadors de niobi serveixen com a reemplaçament dels condensadors de tàntal
- Els condensadors de niobi estan disponibles en estil SMD, cosa que els fa adequats per a tots els sistemes electrònics portàtils amb disseny pla
- Els condensadors de niobi no tenen limitació de corrent d'entrada
- Els condensadors de niobi estan disponibles amb electròlit sòlid per a aplicacions de baixa ESR i paràmetres elèctrics estables
- Els condensadors de niobi tenen un nombre limitat de fabricants (AVX i Vishay)[5]